# Kabaso Chongo
Kabaso Chongo, né le 11 février 1992, est un footballeur international zambien évoluant au poste de défenseur central au TP Mazembe.

## Biographie

### En club
Le 13 avril 2019, il se met en évidence en inscrivant un but lors des quarts de finale de la Ligue des champions d'Afrique, face au club tanzanien du Simba SC.

### En équipe nationale
Il joue son premier match en équipe de Zambie le 17 juillet 2013, contre l'Afrique du Sud. Ce math rentre dans le cadre des demi-finales de la Coupe COSAFA 2013. La Zambie remportera le tournoi en battant le Zimbabwe en finale. Chongo se met en évidence lors de cette finale, en inscrivant un but.
Il participe ensuite à la Coupe CECAFA des nations 2013. La Zambie se classe troisième du tournoi en battant la Tanzanie aux tirs au but lors de la "petite finale".

## Palmarès
Zambie
- Coupe COSAFA (1) :
  - Vainqueur : 2013
- Coupe CECAFA des nations :
  - Troisième : 2013

 Tout Puissant Mazembe
- Ligue des champions de la CAF (1) :
  - Vainqueur : 2015
- Coupe de la confédération (2) :
  - Vainqueur : 2016 et 2017
- Supercoupe de la CAF (1) :
  - Vainqueur : 2016
  - Finaliste : 2017 et 2018
- Championnat de République démocratique du Congo (4) :
  - Champion : 2013-14, 2015-16, 2016-17 et 2018-19.
- Supercoupe de république démocratique du Congo
  - Vainqueur : 2016